# Miriam Rodríguez Martínez
Miriam Elizabeth Rodríguez Martínez (ur. ok. 1967, zm. 10 maja 2017 w San Fernando) – meksykańska aktywistka na rzecz praw człowieka. Zajmowała się sprawami porwań (głównie dzieci) i pomagała ich rodzinom w wyjaśnieniu okoliczności ich zaginięcia. Była założycielką organizacji Colectivo de Desaparecidos de San Fernando.
Została zastrzelona przez nieznaną grupę sprawców, którzy włamali się do jej domu. Miała 50 lat.

## Życiorys
W 2012 roku została porwana jej 14-letnia córka Karen Alejandra Salinas Rodríguez. Rodríguez mieszkała w San Fernando w stanie Tamaulipas, przy granicy z amerykańskim stanem Teksas. Region ten jest uważany za najbardziej niebezpieczny obszar Meksyku, gdyż jest kontrolowany przez kartele narkotykowe i corocznie dochodzi tam do największej liczby niewyjaśnionych zaginięć. Rodríguez podjęła próby odnalezienia córki, jednak poczuła się sfrustrowana bezczynnością władz i szybko rozpoczęła własne dochodzenie. Po dwóch latach, w 2016 roku odnalazła szczątki Karen w nieoznaczonym grobie i zebrała dowody, że za porwaniem i zabójstwem jej córki stoją członkowie gangu Los Zetas, bezwzględnej w swoich poczynaniach grupy przestępczej ściśle związanej z kartelem Gulf, utworzonej przez byłych żołnierzy sił specjalnych Meksyku. Jej zeznania doprowadziły do aresztowania głównego podejrzanego o morderstwo.
Wkrótce Rodríguez założyła pozarządową grupę Colectivo de Desaparecidos de San Fernando zrzeszającą 600 rodzin, która współpracowała przy poszukiwaniach ich zaginionych krewnych. W ciągu 10 lat, odkąd rząd meksykański wypowiedział wojnę przestępczości zorganizowanej, około 200 tys. osób zostało zamordowanych, a ponad 30 tys. osób zostało zgłoszonych jako zaginione. Krewni ofiar działający w organizacji odgrywali kluczową rolę w odkrywaniu kolejnych masowych grobów w całym kraju. W samym San Fernando, w 2011 roku odnaleziono ciała kilkuset osób. Ze względu na swoją działalność Rodríguez była narażona na zemstę ze strony grup przestępczych, szczególnie Los Zetas, dlatego poprosiła o szczególną ochronę tuż po tym, jak zabójca jej córki uciekł z więzienia w stolicy stanu Ciudad Victoria. Władze stwierdziły, że zbieg został szybko schwytany, a prokurator generalny Tamaulipas, Irving Barrios, powiedział, że państwo chroni Rodríguez, wysyłając patrole policyjne do jej domu trzy razy dziennie. Barrios stwierdził również, że dziewięć osób zostało postawionych przed sądem za porwanie i zabójstwo Karen Rodríguez. Jednak sama Miriam wyznała w wywiadach, że otrzymuje pogróżki i nie ma wsparcia ze strony lokalnych władz.
10 maja 2017 roku ok. godziny 22:30 do jej domu w San Fernando włamała się grupa uzbrojonych mężczyzn i oddała w jej stronę co najmniej 12 strzałów. Rodríguez zmarła w drodze do szpitala. Tego dnia w Meksyku obchodzono Dzień Matki.
Jej śmierć odbiła się szerokim echem w środowisku działaczy na rzecz praw człowieka. Meksykański oddział biura Wysokiego Komisarza Narodów Zjednoczonych do spraw Praw Człowieka (UNHCHR) wezwał władze do schwytania winnych zabójstwa Rodríguez. Z kolei Narodowa Komisja ds. Praw Człowieka (CNDH) podkreśliła, że zabójstwo Rodríguez oznacza, że władze Meksyku nie są w stanie zapewnić bezpieczeństwa swoim obywatelom, a w szczególności obrońcom praw człowieka działającym w ich kraju. Amnesty International domagało się „niezależnego, bezstronnego i dogłębnego” śledztwa w sprawie śmierci Rodríguez i ostrzegło przed niebezpieczeństwem, na jakie narażone są osoby, które decydują się na dociekanie prawdy w sprawie zaginionych.